# Regne de Polonnaruwa

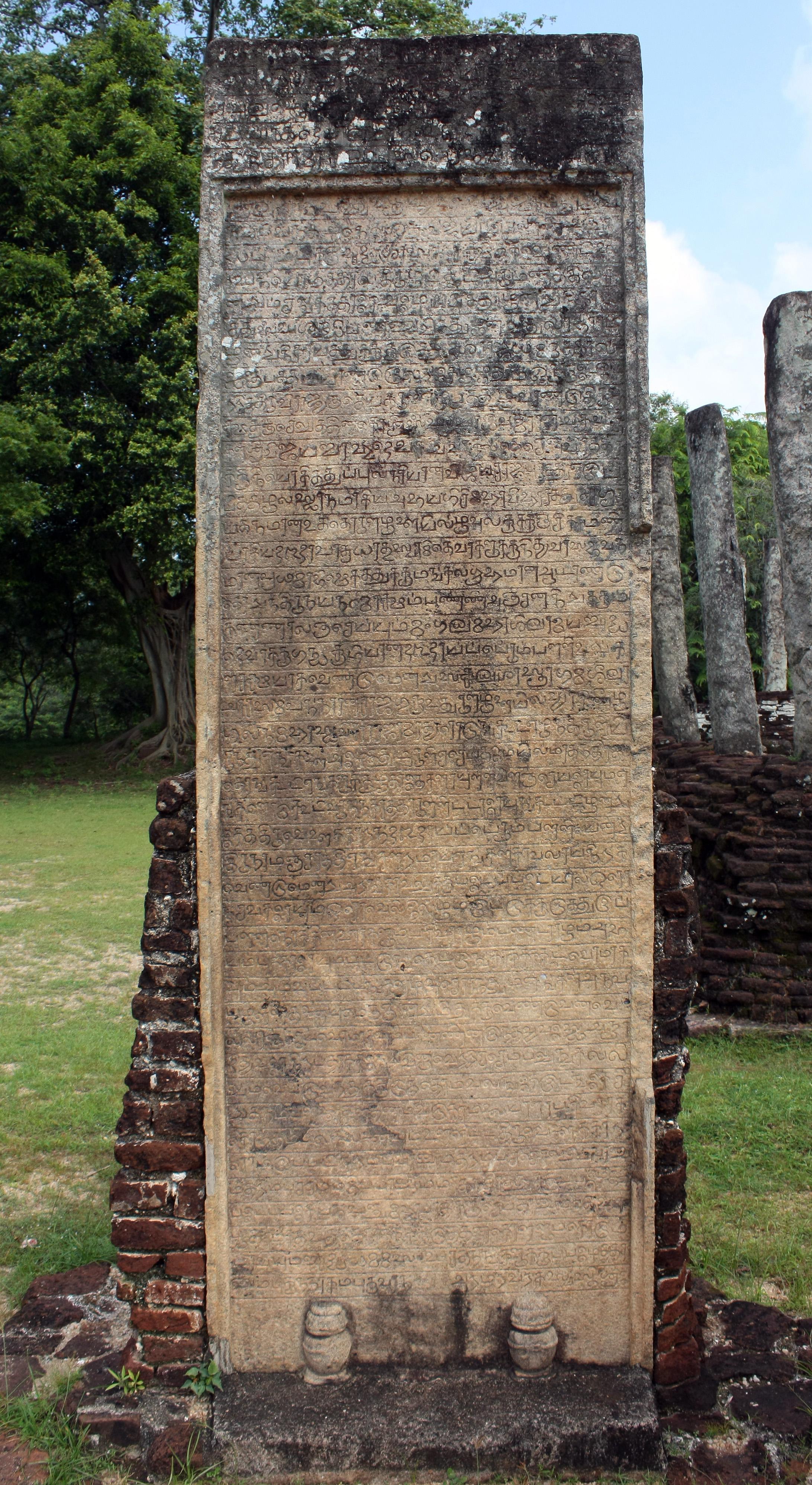
Polonnaruwa velaikkara (Tamil) inscripció de Vijayabahu I

El Regne de Polonnaruwa és el nom donat al regne de Sri Lanka o Ceilan en el període en què la ciutat de Polonnaruwa fou la capital de l'estat; els reis van governar l'illa des de Polonnaruwa entre el segle xi i el 1310. Polonnaruwa fou el cinquè centre administratiu de Rajarata (la meitat nord de l'illa de Ceilan).

## Fundació
La ciutat és situada a la riba esquerra del riu Mahaweli. L'evidència arqueologica i les cròniques suggereixen que la ciutat és tan vella com Anuradhapura. L'establiment de Vijithagama que va fer Vijitha vers el 400 aC es creu que estava situat prop de la ciutat.

## Etimologia
El nom de Pulathisipura és derivat del savi guardià de la ciutat Pulasthi; 
hi ha diverses teories pel nom Polonnaruwa. Segons el més acceptat la paraula és derivada de dues paraules: Pulun que significa cotó en sinhala, i Maruwa que significa intercanviar. Així que Pulun Maruwa voldria dir "comerç de cotó" (o intercanvi de cotó) i hauria derivat en Polonnaruwa. (xinès)

## Història
Després de governar el país per més de 1.200 anys des de la capital Anuradhapura, el 1017, el rei Chola Rajaraja I va conquerir Anuradhapura i va capturar al rei Mahinda V i se'l va emportar a l'Índia on Mahinda V va morir el 1029. Els Chola van traslladar la capital a Polonnaruwa i van governar Sri Lanka durant 52 anys. Polonnaruwa va ser anomenada Jananathamangalam pels coles. El rei Vijayabahu I va derrotar els coles i va restaurar la dinastia singalesa. Polonnaruwa havia estat anteriorment un poblament important del país, ja que controlava els pas del Mahaweli Ganga cap a Anuradhapura.
Alguns dels governants de Polonnaruwa inclouen Vijayabahu I i Parakramabahu I (Parakramabahu el Gran). La major part de Polonnaruwa que resta avui dia data de després de vers el 1150, ja que les guerres civils extenses que van precedir la pujada al tron de Parakramabahu van devastar la ciutat.
Parakrama Pandya II del regne de Pandya va envair el regne de Polonnaruwa en el segle xiii i va governar de 1212 a 1215. Va ser succeït per Kalinga Magha el fundador del regne de Jaffna. Kalinga Magha va governar 21 anys fins que va ser expulsat de Polonnaruwa el 1236.

### Final
Polonnaruwa va ser abandonada com a capital en el segle xiv, i la seu de govern reial singalès va ser traslladada a Yapahuwa. Tot i que molts factors van contribuir a això, la causa principal de l'abandonament de Polonnaruwa com a centre del regne de Sri Lanka era la seva vulnerabilitat a les invasions de l'Índia del sud.

## Comerç
Els reis que van governar a Polonnaruwa van iniciar el comerç amb l'estranger. Durant el període del rei Parakramabahu I, Sri Lanka era auto-suficient en arròs i també exportava els excedents a països del sud-est asiàtic i a l'Índia.
La gent de Polonnaruwa tenia gairebé de tot menys sal, la qual havien de portar de l'àrea costanera.

## Religió
El budisme va continuar sent la religió principal en l'època del regne de Polonnaruwa. Abans del govern dels reis singalesos hi havia una influència forta de l'hinduisme causat pels coles. És evident per certes formes de vaca a Polonnaruwa i també per la presència de temples de Xiva a la ciutat. Després del govern dels coles molts temples (vihars) foren renovats per Vijayabahu I i Parakramabahu I. Diverses divisions o Nikayas dins del budisme van ser reunides per Parakramabahu I.

## Educació
Els reis que van governar durant aquest període van construir escoles budistes per monjos que van ser coneguts com els pirivena.
I junt amb els brahmins eren l'únic grup que tenia els drets a tenir educació.
El pali i el sànscrit eren les llengües oficials.

## Galeria

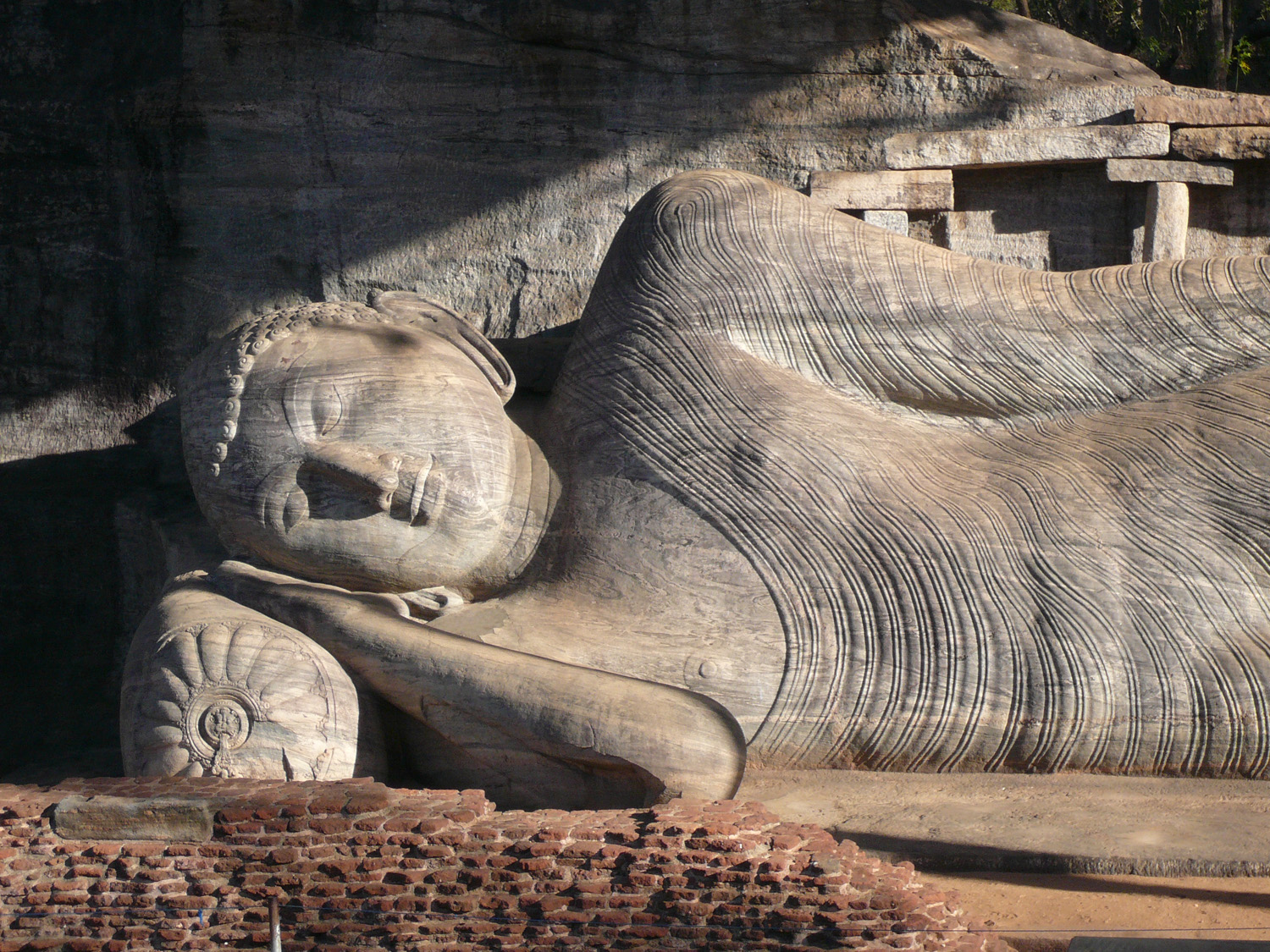
Estàtues de Buda a Gal Vihara
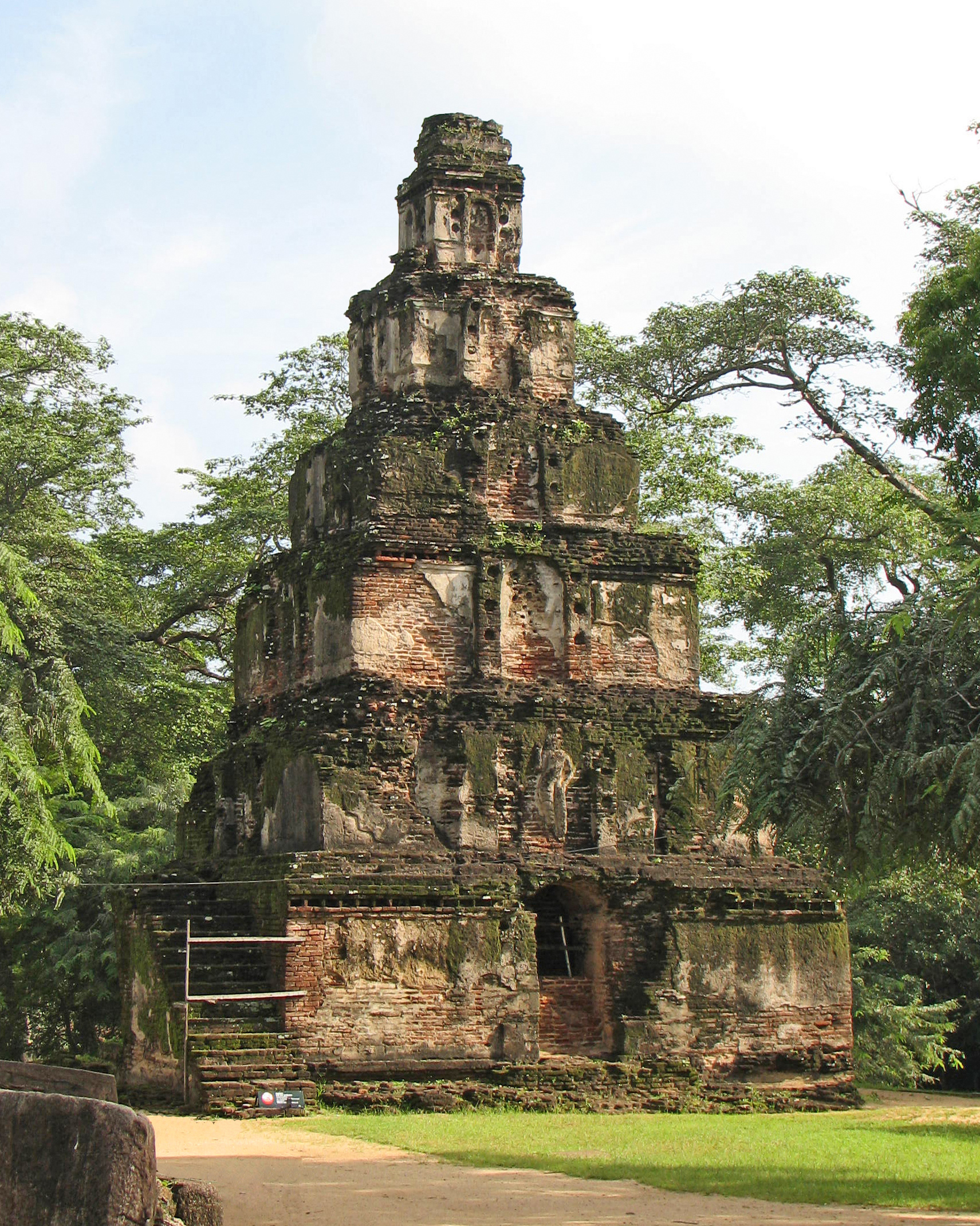
Set pisos de Satmahal Prasada
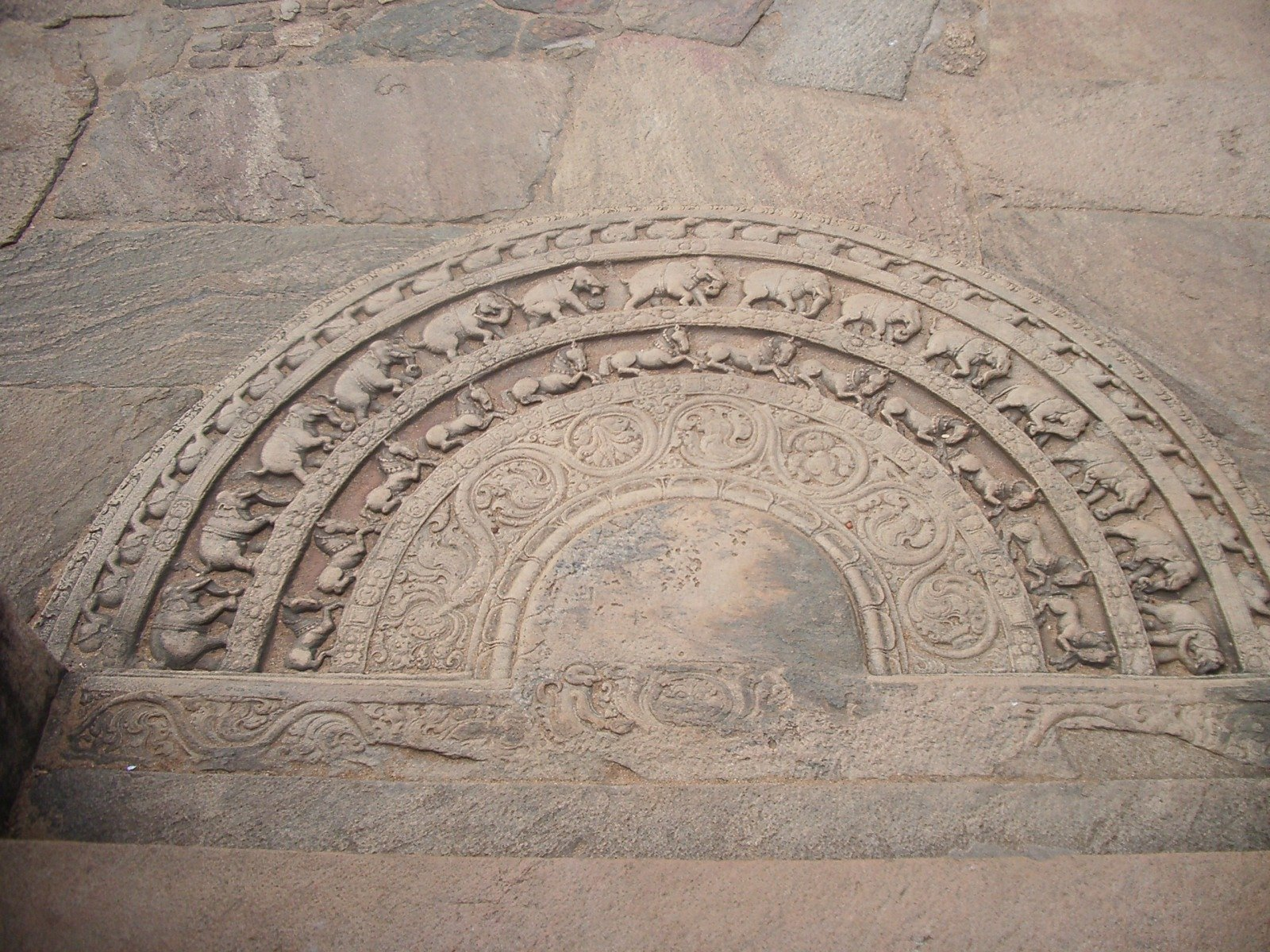
Llina de pedra a Polonnaruwa
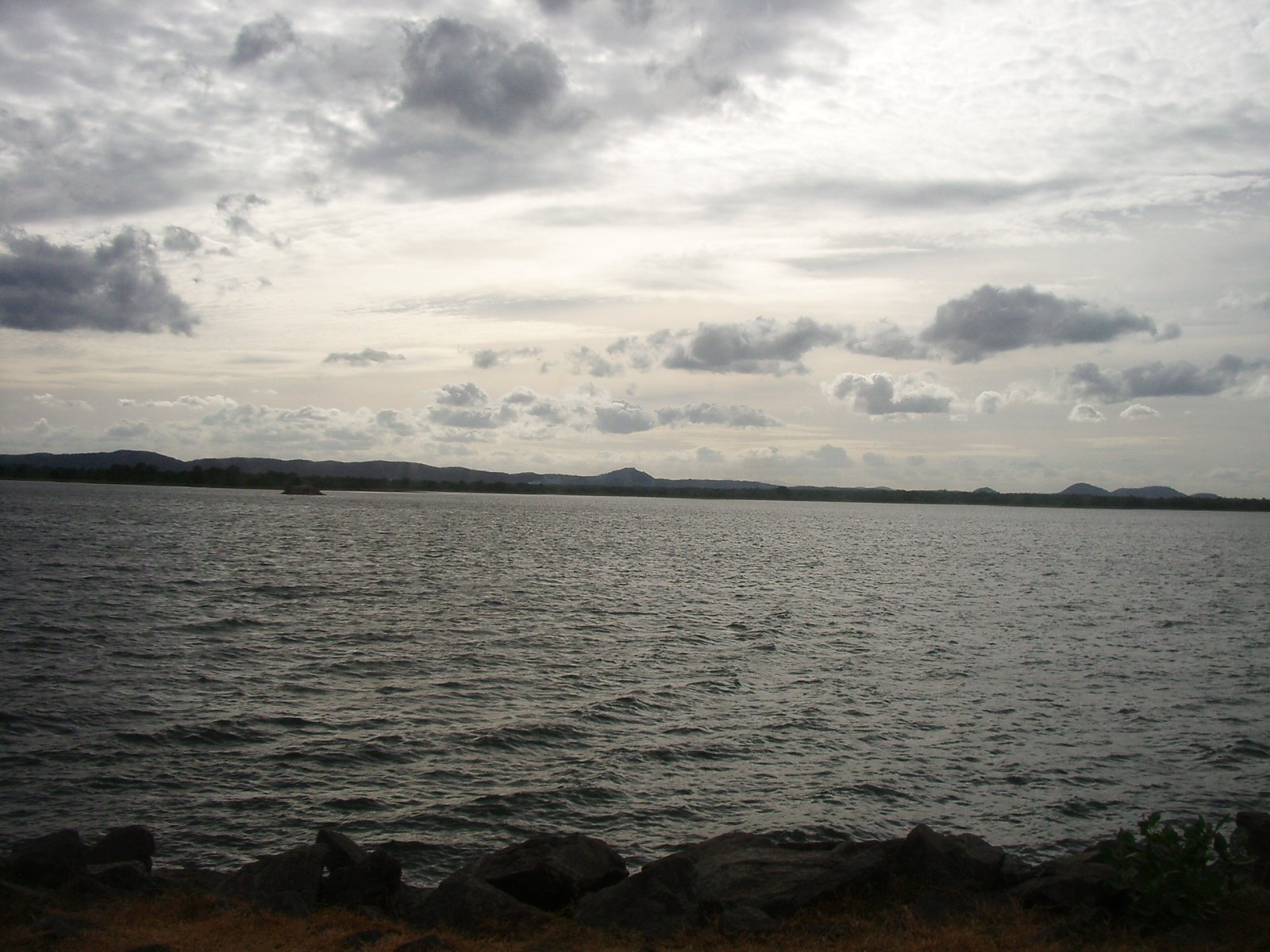
Parakrama Samudra construït pel rei Parakramabahu I